# Newbold Verdon
Newbold Verdon är en ort och civil parish i Storbritannien.   Den ligger i grevskapet Leicestershire och riksdelen England, i den södra delen av landet, 150 km nordväst om huvudstaden London. Newbold Verdon ligger 136 meter över havet och antalet invånare är 3 124.
Terrängen runt Newbold Verdon är platt. Runt Newbold Verdon är det tätbefolkat, med 613 invånare per kvadratkilometer. Närmaste större samhälle är Leicester, 14,2 km öster om Newbold Verdon. Trakten runt Newbold Verdon består till största delen av jordbruksmark.